# Kevin Fisher
Kevin Fisher est un personnage de fiction du feuilleton télévisé Les Feux de l'amour. Il est interprété par Greg Rikaart depuis le 11 juillet 2003.

## Histoire

### L'arrivée de Kevin à Genoa City
En 2003, Lily Winters, alors adolescente, se sent seule et fréquente des chats (salons de discussion) sur internet. Elle fait la connaissance de Kevin, qui lui écrit sous le pseudo "Fisherman". Lily accepte de le rencontrer au Néon Écarlate malgré les mises en garde de ses copines Colleen Carlton et 'Sierra Hoffman. Kevin, qui a 25 ans et travaille comme comptable au club de strip-tease Marsino, montre rapidement des signes de troubles psychologiques. Son seul but est de se retrouver dans le lit de Lily mais toutes ses tentatives sont contrecarrées par Colleen ; il se venge de cette dernière en dévastant l'appartement de son copain J.T. Hellstrom Un soir, Kevin parvient à ses fins. Les parents de Lily, Neil Winters et Drucilla, prévenus par Colleen, arrivent trop tard.
Pour se venger, Kevin enferme Collen le soir du gala de charité dans la chambre froide du restaurant de Gina et y met le feu. Heureusement, la jeune fille s'en sort saine et sauve. Lily découvre qu'elle est atteinte d'une maladie sexuellement transmissible, très vraisemblablement à cause de Kevin, mais ce dernier se fait soigner avant que la police ne lui fasse faire des tests.
Kevin, demi-frère de Michael Baldwin, un avocat très réputé de Genoa, et sollicite son aide pour le défendre. Kevin ne sera jamais condamné, faute de preuves.
Kevin est à nouveau accusé lorsque Brittany Hodges se fait électrocuter “chez Marsino”. Kevin s'enfuit à Detroit chez sa mère Gloria, mais il est retrouvé et emprisonné. Alors qu'il est en prison, son passé refait surface et il repense à son père qui l'enfermait dans un placard et le battait. Kevin est violemment agressé et envoyé à l'hôpital, où il tente de se suicider puis de s'échapper. C'est finalement Neil Winters qui donne à la police la preuve de l'innocence de Kevin : Brittany a été électrocutée par les ennemis mafieux de Bobby Marsino. Gloria décide de venir vivre à Genoa chez Michael pour aider Kevin qui a des problèmes psychologiques à cause de Tom Fisher, son père.
Kevin est obsédé par Lauren Fenmore une femme très séduisante mais plus âgée que lui. Ils deviennent amis, mais Kevin se rend compte que Lauren s'intéresse à lui dans le but de lui faire avouer ses crimes. Il tente de se suicider. Grâce à Michael, Kevin et Lauren deviennent vraiment amis. Mais Kevin est peiné quand il apprend que Michael et Lauren commencent à sortir ensemble. Il décide alors de défier Michael à la boxe pour l'amour de Lauren. Sur le ring, il se décharge sur Michael de toute la colère qu'il porte en lui et se libère de son obsession pour Lauren, finissant même par être heureux pour elle et son frère.
Kevin devient ami avec Daniel Romalotti et Mackenzie Browning qui sera sa confidente. Pour sauver la réputation de Kevin, Daniel engage Alex, un dealer, et le charge d'attaquer Lily pour permettre à Kevin de la sauver et ainsi passer pour un héros. En échange, Kevin accepte de parler de Daniel à Mackenzie. Mais Alex ne respecte pas le plan et tente de violer Lily, qui sera sauvée in extremis par Kevin. La jeune fille se retrouve dans un état grave mais finit par s'en sortir. Lily et sa famille remercieront Kevin. Alex fait chanter Daniel et Kevin qui en parlent à Phyllis, la mère de Daniel, et à Michael. Ils sont sauvés par le petit ami de Phyllis, Damon Porter. Alex quitte alors la ville.

### Le Néon écarlate
Très vite, Kevin tombe amoureux de Mackenzie, qu'il a rencontrée au centre de loisirs Newman. Il l'invite à la Saint-Valentin, mais cette dernière refuse : elle est attirée par JT qui entre-temps a rompu avec Colleen. Kevin songe à tuer Mackenzie mais est arrêté par son thérapeute qui lui fait comprendre que les gens ne sont pas obligés de se plier à ses exigences. Mackenzie l'aime bien mais n'en est pas amoureuse, il doit s'y faire. Ils deviennent très amis et elle l'aide à surmonter ses problèmes psychologiques. Elle sera la seule, avec sa famille, à croire au changement de Kevin. Mackenzie et JT sortiront ensemble et se mettront en colocation avec Kevin.
- Kevin gagne à la loterie avec un billet qu'il avait acheté pour Michael. Il décide de le lui donner mais Michael partage les gains avec son frère et gardera sa part jusqu'à ce que ce dernier ait un projet sérieux.
- Peu après la mort de leur fille Cassie, Nicholas Newman et Sharon laissent tomber leur café, le “Néon écarlate”, et Kevin décide alors de s'associer avec Mackenzie pour le racheter. Le couple Newman hésite mais finit par le leur vendre.

Mackenzie et Kevin travaillent dur pour refaire du Néon écarlate un lieu branché. Ils visent une clientèle jeune et ajoutent leurs touches personnelles. Ils installent un panneau commémoratif en l'honneur de Cassie dans le patio du café.
Depuis 2004, Gloria est mariée avec le richissime John Abbott, propriétaire de Jabot cosmétiques, mais elle n'ose pas lui avouer qui sont ses fils. Quand John l'apprend, il entre dans une colère folle et s'attaque à Gloria. Kevin lui sauve la vie quand John se blesse à la jambe avec un coupe-papier. John lui en sera reconnaissant mais n'arrivera pas à accepter la tentative d'assassinat sur sa petite fille Colleen. Kevin vient habiter au manoir Abbott.
- Ashley et Jack, les enfants de John, embauchent Gitta, une kinésithérapeute, pour le soigner pendant sa convalescence. Gloria voit son arrivée comme une menace et demande à Kevin de se débarrasser d'elle. Il tombe sous le charme de Gitta et cette dernière lui avoue qu'elle l'aime et veut l'épouser. Mais Kevin comprend qu'elle veut se marier avec lui pour de ne pas être expulsée du pays. Gitta étant très superstitieuse, Kevin lui fait croire que le manoir Abbott est hanté, provoquant sa fuite.

### Tom, le terrible
- À cause d'un article qui présente Kevin comme l'heureux gagnant du loto, Tom Fisher, son terrible père, arrive à Genoa. Gloria a la mauvaise surprise de revoir Tom : il la fait chanter car elle a contracté un mariage avec John alors que son premier n'était pas annulé. John l'apprend et se remarie avec Gloria devant leur famille.
- Michael et Lauren vont se marier ; pour l'occasion, Scott Grainger jr "Scotty", le fils de Lauren, arrive à Genoa. Ce qu'il ignore c'est que Sheila Carter, la pire ennemie de Lauren a repris contact avec Scotty en se faisant passer pour une femme qui écrit une biographie et qui a besoin d'aide. Scotty a accepté de l'aider ; sachant qu'il revient à Genoa elle décide de le suivre pour se venger de Lauren. Plus tard Tom et Sheila s'associent pour détruire le couple Baldwin, mais le mariage a bien lieu ; ils décident de suivre le couple pendant sa lune de miel sur le yacht des Newman. Alors que Michael va se balader sur la plage, Lauren reste sur le yacht pour lire le livre de son fils ; au fil des pages elle se rend compte que l'histoire est la même que son histoire avec Sheila, à une exception prés, dans le livre c'est Lauren la méchante. Sheila apparaît et les deux femmes se battent, elles seront rejointes par Tom. De la plage Michael voit le bateau exploser.
- Kevin soutient Michael et Scotty dans cette dure épreuve. Mais ce qu'ils ignorent c'est qu'avant l'explosion du bateau, Lauren avait réussi à convaincre Tom de se méfier de Sheila. Tom les a endormies avec du chloroforme et fait sortir du bateau avant l'explosion. Il les amène dans une maison hors de Genoa. Ne sachant pas à qui se fier, Tom fixe un rendez-vous à Gloria, mais à sa grande surprise, il voit arriver John qui lui tire dessus. Tom succombe à ses blessures quelques heures plus tard sans avoir pu dire que Lauren était vivante. En voulant s'échapper, Lauren et Sheila perforent un conduit de gaz, mais Paul Williams retrouve leur trace avant l'explosion de la maison. Le corps de Sheila ne sera jamais retrouvé.
- John est condamné à 7 ans de prison ferme ; Colleen revient à Genoa pour soutenir sa famille. Elle est stupéfaite de voir que tous ses amis ont donné une chance à Kevin et qu'il est maintenant accepté de tous, elle refuse de lui pardonner.

### Les manigances de Kevin et Gloria
Mackenzie est enceinte de JT. Elle ne dit rien à Kevin ni à Katherine Chancellor, sa grand-mère, mais elle fait une fausse couche et c'est Kevin qui l'amènera à l'hôpital. Le lendemain, elle dit tout  à JT. Choqué, il ira se consoler dans les bras de Victoria Newman. JT et Mackenzie vont rompre, Kevin en profite alors pour avouer ses sentiments à la jeune femme mais elle l'envoie gentiment balader et part pour La Nouvelle-Orléans. Kevin engage alors une serveuse, Jana Hawkes.
Gloria fait rentrer Kevin à Jabot, il obtient un poste de webmaster et il devient aussi le directeur du département hautes technologies. De la prison, John fait une procuration à Gloria pour qu'elle le représente chez Jabot, mais Jack et Ashley lui feront la vie dure. Pour se venger, elle décide de saboter la crème Glow Again, le nouveau produit de Jabot. Elle l'utilise sur elle pour montrer aux gens que la crème est nocive pour la peau. Jack envoie des échantillons de la crème empoisonnée au fournisseur, une femme Emma Gibson meurt. Gloria avoue son crime à Kevin qui le répète à Michael. Jabot aura de sérieux problèmes juridiques et perdra beaucoup d'argent.
Gloria et Kevin cachent des micros dans la salle du conseil d'administration de Jabot, afin de se venger de Jack, ils mettent sur internet les propos de ce dernier disant qu'Andrew Gibson est un alcoolique et que sa femme n'est pas morte à cause de la crème mais à cause de son mari. Ces propos sont un désastre pour Jack mais le pire c'est que Gloria demande à Andrew de retirer sa plainte contre 30 millions de dollars ; ainsi  Jack ne pourra plus se mêler de près ou de loin à Jabot cosmétique. Kevin et Gloria ont gagné une bataille contre Jack : sa carrière est brisée.
John commence à avoir de sérieux troubles du comportement, Jack en profite pour lui faire signer un nouveau testament qui défavorise Gloria. Après la mort de John, Gloria et Kevin seront virés du manoir et seront recueillis par Michael et Lauren qui attendent un enfant.

### Jana, une fille mystérieuse
William Abbott qui est revenu à Genoa avant la mort de son père John, verra que Kevin est sous le charme de Jana Hawkes. William décide alors de la séduire en affichant sa fortune, mais Jana choisira Kevin. William quitte peu après Genoa. Jana est une fille très mystérieuse, elle s'y connaît beaucoup en art.
À la naissance de Fenmore, le fils de Michael et Lauren, Kevin prendra un appartement dans le même immeuble que son frère. Peu de temps après, Kevin avoue à Jana avoir tenté d'avoir assassiné Colleen, il y a des années ; choquée Jana partit et Kevin n'en a plus de nouvelles. La police découvre une grosse quantité de sang qui appartient à Jana mais pas de cadavre. Kevin sera pris en otage par Jana qui l'enferme avec Colleen dans une chambre froide. Jana explique qu'elle les enlève car avec l'aide de son père, elle cherche depuis des années le reliquaire de Grugeon où il y a la clé pour découvrir un immense trésor. Seule Rebecca la grand-mère paternelle de Colleen sait où est cette relique. Jana leur explique aussi que c'est elle qui a tué Carmen Mesta. Elle met le feu pour que tout le monde pense que Kevin a essayé une nouvelle fois de tuer Colleen. La fumée commence à entrer dans la pièce et Kevin tente de sauver Colleen, elle pardonnera à Kevin ce qu'il lui a fait il y a quelques années avant qu'il s'évanouisse...
On les retrouve et ils sont amenés à l'hôpital. Kevin n'a rien mais Colleen est dans le coma ; tout le monde pense alors qu'il a voulu la tuer, mais à son réveil elle l'innocente. Jana disparaît, Kevin et Colleen deviennent amis.

### Daniel, Ambre et Kevin: le détournement d'argent
Ambre Moore arrive en ville, elle arrive à duper Cane Ashby, le fils biologique de Jill Foster (mais, on apprendra en 2009 que Cane n'est pas son fils) et l'épouse. Un des anciens petits amis d'Ambre, "Plum", au passé trouble arrive en ville pour la faire chanter sur des films porno qu'elle aurait faits dans le passé. Il va habiter avec Daniel dans l'appartement de Kevin et sera retrouvé mort dans sa chambre avec un sac rempli de billets. Daniel, Ambre et Kevin se débarrassent du corps et enterrent l'argent au domaine Chancellor. Bien qu'ils se soient jurés de ne pas toucher à l'argent, chacun en aura besoin et se servira. Un jour alors qu'Ambre était en train de déterrer l'argent, elle est surprise par un homme mystérieux.
- Un agent fédéral du trésor, qui suivait la trace de l'argent, retrouve le trio. Carson qui prétend être un ami de Plum est lui aussi sur la trace de l'argent volé. Cane découvre toute la vérité sur son faux mariage avec Ambre, il lui fait signer une annulation de mariage et la met à la porte du domaine Chancellor. Ambre va alors vivre avec Daniel et Kevin. Plus tard Ambre et Carson seront kidnappés par John Bonachek qui veut l'argent, ils seront libérés par Cane. La police découvre tout à propos de l'argent détourné et le trio est arrêté. Gloria paie la caution. Lors du procès, Michael arrive à éviter la prison à Daniel, Kevin et Ambre, ils n'auront que 90 jours de travaux d'intérêt général et 2 ans de mise à l'épreuve.

### Le retour de Jana
Jana reprend contact avec Kevin via internet. Kevin qui la déteste veut la retrouver pour lui faire du mal, il provoque alors un grave accident de voiture et se retrouve à l'hôpital. Jana l'apprend et lui fixe un rendez-vous. Kevin sort de l'hôpital sans le consentement des médecins ; il tente de tuer Jana mais est arrêté par Michael et Colleen. Ils appellent la police mais au moment de la confrontation, Jana a des convulsions. Elle est hospitalisée et les médecins diagnostiquent une tumeur au cerveau. Kevin pardonne à Jana tout ce qu'elle a fait, convaincu que c'est à cause de sa tumeur. Elle commence à halluciner en pensant que Kevin et elle sont mariés et ont deux enfants. Pour la sauver il faudrait l'opérer mais comme elle n'a pas d'assurances, l'hôpital refuse de l'opérer. Kevin fait alors chanter sa mère pour la crème empoisonnée, car depuis la mort de son troisième mari, William Bardwell, Gloria a 50 millions de dollars d'héritage. Gloria paie les frais d'hôpital de Jana.
Après l'opération, Jana n'est plus la même personne et Kevin retombe amoureux d'elle. Jana est envoyée en prison pour le meurtre de Carmen Mesta. Kevin va la voir. La substitut du procureur Heather Stevens laisse tomber l'affaire. Jana est libérée. Elle vient habiter avec Kevin, Daniel et Ambre, elle s'associe avec Kevin au Néon Écarlate.

### Le mariage avec Jana
Le 18 août 2008 Kevin et Jana se marient dans un ashram à Malibu (épisode diffusé en France début mars 2012 sur TF1). En 2009, Kevin disparait et est le principal suspect de l'explosion qui a failli tuer dans un motel Gloria, Esther, Ambre et Katherine, toujours reconnue comme Marge par certains. Il est en fait retenu prisonnier par les vrais coupables de l'explosion.

### L'enlèvement de Jana et ses conséquences sur leur couple
En mars 2010, Jana disparaît au dîner surprise que Kevin lui organise alors qu'il s'est absenté un petit instant. Il s'avère qu'elle a été enlevée par Ryder et Daisy mais aussi par une troisième personne avec qui ils coopèrent. Pendant plusieurs semaines, elle sera retenue prisonnière dans une cage de l'ancien zoo de Genoa et aura de nombreuses migraines. Tous ses proches penseront qu'elle a tout simplement quitté Kevin mais le principal intéressé lui remuera ciel et terre pour la retrouver. Le soir du bal de la police, c'est Lauren qui se fait enlever à son tour et retrouve prisonnière avec Jana. La troisième personne avec qui Ryder et Daisy travaillent se montre enfin, il s'agit de Sarah Smythe, la sœur cachée de Sheila Carter et Ryder et Daisy déclarent être les jumeaux de Sheila et Tom le Terrible, le père de Kevin. Sarah, qui a fait de la chirurgie pour avoir le même visage que Lauren, prend sa place.
Le 1er mai 2010, Michael et Kevin aidés de Phyllis, Katherine et Murphy, qui trouvaient le comportement de Lauren (Sarah) très étrange, parviennent à retrouver Lauren et Jana au zoo et à les libérer. Lauren tue Sarah alors qu'elle voulait tirer sur Phyllis. Alors qu'ils sont en chemin vers l'hôpital en hélicoptère avec Katherine et Murphy, Jana s'évanouit dans les bras de Kevin.
Jana fait un anévrisme. Les médecins réussissent à la sauver, mais à l'issue de son opération, elle ne ressent plus aucun sentiment. Elle se souvient parfaitement de ce qui s'est passé, de son histoire avec Kevin mais n'éprouve plus de sentiments. Kevin l'aide, l'épaule, la soutient dans le but de faire revenir l'ancienne Jana, mais Jana, elle, s'éloigne de plus en plus de lui. Fin-mai 2010, Ryder revient en ville pour se rendre. Il est immédiatement arrêté. Jana ressent tout de suite de la compassion pour lui et se sent proche de lui car il n'attend pas d'elle qu'elle change, contrairement à Kevin. Elle lui rend plusieurs visites en prison et début-juin 2010, elle hypothèque le Néon Ecarlate et paie sa caution. Kevin qui tente de la raisonner se rend à l'évidence : l'ancienne Jana ne reviendra pas.
Le 22 juin 2010 (épisode diffusé en France le 17 janvier 2014 sur TF1), Kevin surprend Jana et Ryder au lit dans la chambre de Ryder. Elle lui fait comprendre qu'elle est maintenant avec Ryder et qu'elle ne l'aime plus. Il est dévasté. Il n'espère plus le retour de Jana et se rapproche de son amie Chloe Mitchell, séparée de son fiancé Chance après que celui-ci l'a trompée. Il est sur le point de perdre son café après que Jana et Ryder sont partis le jour de l'audience. Mais Mackenzie lui propose de lui racheter le Néon à 60%. Plus tard, Jana revient à Genoa en espérant s'excuser auprès de Kevin mais il refuse catégoriquement. Ensuite, il commence une brève relation avec sa voisine Alison Reeger. En septembre 2010, Kevin et Jana reçoivent les papiers du divorce, lui les signe très vite mais elle les signe difficilement. Leur divorce devient officiel le 29 septembre (épisode qui sera diffusé en France en avril 2014 sur TF1).

### Sa relation avec Chloé
Parallèlement, il apprend que Jeffrey blanchit de l'argent du Gloworn, sur le dos de Gloria. Il devient alors son coursier et doit livrer des sacs Fenmore's remplis d'argent et d'enveloppes avec des paris truqués. Chloé s'aperçoit vite de ce que Kevin fait, après l'avoir suivi. Seulement, une fois, Gloria trouve un de ses sacs et utilise l'argent qui est à l'intérieur pour s'acheter une robe, des talons et une montre pour Jeffrey. La personne à qui Kevin doit remettre les sacs, Hogan, le menace explicitement. Jeffrey réussit à passer un autre sac à Kevin, qui décide d'aller le remettre immédiatement à Hogan. Chloé l'accompagne mais malheureusement, ils se font arrêter quand des policiers s'aperçoivent du sac rempli d'argent et renversé sur la banquette arrière de la voiture de Kevin. Finalement, ils ne passent qu'une nuit en prison car la police n'a pas de preuve contre eux.
Daisy Carter revient en ville, enceinte. Elle clame que le père de son bébé est Danny, qui n'y croit pas du tout. Des tests de paternité finissent par être fait et confirment ses dires. Alors Danny refuse catégoriquement d'élever l'enfant, étant donné que Daisy ira en prison après son accouchement. Kevin propose à Daisy de lui confier son bébé, contre l'avis de Danny, Gloria, Michael, Lauren.. En apparence, Daisy accepte mais en réalité, elle a passé un pacte avec Jana qui doit l'aider à conquérir Danny et en contrepartie, elle aura l'enfant. Kevin finit par comprendre que Daisy ne comptait pas lui donner le bébé en réalité et décide de ne plus la soutenir.
Avec tous les moments qu'ils partagent, Kevin finit par tomber amoureux de Chloé. En décembre 2010, il lui avoue ses sentiments, mais Chloé lui dit qu'elle le considère comme un ami seulement. Sous le coup de la colère, Kevin couche avec Jana, venue lui rendre visite, et Chloé les surprend. Elle décide alors de quitter son appartement. Leurs rapports deviennent plus froids jusqu'au moment où Chloé réalise qu'elle avait simplement peur de s'engager avec Kevin par rapport à ses précédentes relations. La nuit de la Saint-Sylvestre, elle lui avoue qu'elle aime aussi et ils s'embrassent sans voir que Jana, qui emmène Daisy à l'hôpital en même temps, les surprend. Sous le choc et folle de rage de voir ça, elle laisse Daisy s'enfuir puis elle s'assomme avec une pierre afin de faire croire à Kevin que Daisy l'a assommé pour s'enfuir. Emmenée d'urgence à l'hôpital, les médecins constatent qu'elle a un léger traumatisme crânien. Cependant, quelques jours plus tard, Kevin constate qu'elle pense être toujours sa femme et qu'elle se croit en février 2010, peu de temps avant son enlèvement. Les médecins lui confirment qu'elle a oublié ce qu'il s'est passé cette dernière année et demandent à Kevin de s'occuper d'elle pour que sa mémoire lui revienne. On apprend en fait que Jana fait mine d'avoir oublié ce qu'il s'est passé afin de rester avec Kevin. Avec tout ça, de la distance se crée entre Chloé et Kevin car ils se voient de moins en moins. Mais en février 2011, Kevin finit par lui révéler toute la vérité. Bien sur, Jana fait semblant de ne pas y croire mais Kevin lui fait comprendre que maintenant, il a tiré un trait sur elle et qu'elle devrait en faire autant. Le jour de la Saint-Valentin, Gloria organise une fête au Gloworn dont les bénéfices seront reversés à une association militant contre la maltraitance des animaux. Elle enferme Chloé et Kevin dans son bureau et ils finissent par faire l'amour. Jana trouve la clé près du bar et ouvre la porte du bureau intentionnellement pour les déranger. Mais Kevin la lui ferme au nez. Quelques jours plus tard, Kevin demande à Jana de partir de chez lui. Elle réagit très mal au début mais finit par accepter. Du moins, c'est ce qu'elle lui fait croire car elle répond tout de suite après à l'annonce de William qui cherche une nounou pour garder sa fille Lucy. De cette manière, elle s'occupe de Cordelia aussi et reste dans la vie de Kevin afin de l'éloigner de Chloé. Il fait aussi la connaissance d'Angelo Veneziano, un homme d'Hogan, qui réclame encore de l'argent à Jeffrey. Comme Jeffrey ne paie pas, Angelo menace Kevin. Kevin n'entre pas dans son jeu alors Angelo décide de menacer tous ses proches et en particulier Chloé. Kevin, de plus en plus inquiet, presse Jeffrey afin qu'il paie. Parallèlement, il préfère mettre fin à sa relation avec Chloé afin de la protéger mais Chloé refuse : elle lui propose de se voir en secret. Il accepte mais reste très prudent quand il est avec Chloé en public. Au bout d'un moment, Chloé en a marre de cette situation. Elle décide alors d'aller voir Angelo pour discuter, sans le dire à Kevin. C'est alors qu'Angelo lui avoue qu'il ne compte pas lui faire de mal et qu'il s'agit seulement d'une menace pour que Kevin paie à la place de Jeffrey. Elle le dit à Kevin, qui décide d'aller voir Angelo sans lui dire qu'il sait que Chloé lui a parlé. Il le menace en disant qu'il enverra toutes les preuves qu'il a collecté contre lui à son avocat s'il arrive quelque chose à Chloé. Mais en réalité, il bluffe.

### Kevin et Jana, à la recherche du bébé de Daisy
En avril 2011, Jana demande à Kevin, très fort en informatique, de localiser les banques dans lesquels sont des comptes de son père qui contiennent de l'argent dont elle doit hériter. Kevin parvient à localiser l'un de ces comptes dans une banque de Genoa mais il est incapable de lui donner le nom du titulaire de ce compte. Quelques jours plus tard, Chloé décide de fouiller l'appartement avec Gloria après avoir trouvé une échographie dans son sac. Chez Jana, Elles trouvent un faux ventre mais Jana les surprend et appelle la police. Chloé et Gloria se font arrêter. De plus, Jana porte plainte mais elle apprend que seul le propriétaire de la maison peut le faire. William, qui a été prévenu de l'arrestation de Chloé décide de porter plainte pour la punir. Mais le fait que Chloé et Gloria lui aient dit que Jana avait un faux ventre chez elle et une échographie dans son sac laisse planer un doute dans son esprit mais aussi dans celui de Kevin, qui est venu tout de suite après que Chloé a été arrêté. Ils décident alors de fouiller dans l'appartement de Jana ensemble mais eux aussi se font surprendre par Jana. Elle finit par leur dire la vérité : elle est à la recherche de la fille de Daisy qui est bien à Genoa malgré la photo de Daisy qui la montre enceinte mais qu'elle est tombée dans un réseau de trafiquants d'enfants. Elle leur dit aussi avoir rencontré l'une de ses trafiquantes, Primrose. William pâlit soudainement et trouve une excuse pour s'en aller. Il craint que Lucy soit la fille de Daisy et de Danny. Kevin décide d'aider Jana à retrouver le bébé. Jana commence alors par lui dire qu'elle lui a menti sur les numéros de compte qu'il a vu : ce sont ceux des clients de Primrose en réalité. William va voir sa conseillère et demande à voir les images filmées par les caméras le jour où la fameuse jeune femme est passée. Il reconnaît Jana avec une perruque blonde. Ses doutes sont confirmés : Lucy est bien la fille de Danny et de Daisy.
Kevin, au Néon Ecarlate continue d'étudier les numéros de compte que lui a donné Jana mais alors qu'il quitte son pc pour régler un problème avec la machine à café, Danny, qui sait que Lucy est sa fille mais qui refuse qu'on le découvre, efface toutes les données de son ordinateur. Seulement, Kevin l'a vu passer et repartir très rapidement et le confronte le lendemain, le 22 avril 2011 (épisodes diffusés en France début octobre 2014 sur TF1). Ils se battent mais Jana et Abby les séparent. Puis Jana s'en va garder Lucy car William et Victoria assistent aux obsèques de Sharon, qui vient de décéder dans un accident de voiture. Mais Agnès, qui est là, la suit jusque chez Victoria et William sans qu'elle le voie. Jana la remercie pour son aide même si elle n'a pas réussi à retrouver le bébé et alors qu'Agnès est sur le point de s'en aller, elle reconnaît la grenouillère qu'elle avait acheté pour le bébé avant de le vendre à Primrose. Jana ne lui dit pas mais comprend que Lucy est la fille de Daisy et de Danny. Elle trouve une excuse pour mettre Agnès à la porte et aussitôt rassemble des morceaux de relevés de compte qu'elle a passé à la déchiqueteuse quelques jours plus tôt afin de voir si le numéro de compte de William correspond à celui que Kevin a localisé à Genoa et elle trouve cette correspondance. Jana est heureuse; elle a enfin trouvé le bébé tant recherché de Daisy alors qu'elle était sous ses yeux depuis le début. Elle s'imagine déjà en train de l'élever avec Kevin. Elle l'appelle sur le champ et lui demande de venir. mais elle n'a pas le temps de lui dire la vérité à propos de Lucy car Victoria arrive.

### La mort de Jana
Le lendemain matin, le 26 avril, Victoria et William se réveillent et découvrent que Lucy et Cordélia ont disparu. Rapidement, ils découvrent que Jana n'est pas là, ses affaires aussi et les affaires de Lucy. Ils prennent conscience que Jana les a enlevé. En effet, la veille au soir pendant que tout le monde dormait, Jana a kidnappé Lucy. Mais comme Cordélia s'est réveillée et l'a vu dans la chambre de Lucy, elle a décidé de l'emmener aussi. Victoria appelle la police. Très vite sont lancés une alerte enlèvement pour les filles et un avis de recherche contre Jana. Quand William appelle Chloé pour la prévenir, celle-ci est furieuse contre lui. Elle l'avait prévenu que Jana était dangereuse et il ne l'a pas écouté. Les Chancellor, les Newman ainsi que les Abbott décident d'apporter leur aide à la police. Pendant ce temps, Jana appelle Kevin et lui demande de venir la rejoindre dans une garderie abandonnée. Il s'en va la rejoindre, ne sachant pas ce qu'elle a fait et sans que personne l'ait vu partir. Quand il arrive, il est étonné de voir Lucy et Cordélia en pyjama. Jana ne prend même pas la peine de l'écouter et lui annonce qu'elle a retrouvé sa nièce qui n'est qu'autre que Lucy. Kevin comprend alors que c'est William qui l'acheté à Primrose. Mais très vite, il se demande ce que va devenir Lucy et Jana lui dit qu'ils l'élèveront ensemble et ainsi, ils deviendront une vraie famille. Mais soudain, son portable sonne. C'est Chloé qui essaie de l'appeler pour lui annoncer que Jana a enlevé les enfants mais Jana ne lui laisse pas le temps de décrocher et met son portable dans un verre d'eau pour que personne ne lui dise ce qu'elle a fait. Seulement, Kevin finit par s'en douter et entre dans son jeu afin de protéger les filles. Il lui dit qu'il l'aime aussi mais qu'il veut fonder sa propre famille avec elle et qu'il faut donc qu'elle rende les enfants à leurs parents. Jana est d'accord et décide d'abandonner les enfants à l'église Sainte-Marie. Kevin prévient discrètement William de l'endroit où ils seront par message. Arrivés à l'église, Jana veut immédiatement partir mais Kevin ne veut pas laisser les filles toutes seules et préfère rester avec elle le temps que leurs parents arrivent. Cependant, Jana n'est pas stupide et se rend compte que non seulement Kevin l'a piégé mais aussi qu'il ne l'aime pas. Alors, elle le menace avec une arme afin qu'il la suive. Heureusement, les filles ne restent pas seules longtemps parce que Katherine et Murphy, qui sont dans la crypte de l'église à ce moment-là en train de prier pour la sécurité des filles, entendent les pleurs de Lucy puis juste après, la police ainsi que Victoria, Chloé et William arrivent. C'est alors que Cordélia révèle à ses parents ainsi qu'à la police que Kevin est avec Jana, alors que tout le monde le cherche. William pense alors que Kevin est le complice de Jana mais Chloé refuse de le croire et est certaine qu'il est retenu par Jana contre son gré. De retour chez eux avec Lucy, William dit la vérité à Victoria sur Lucy. Un avis de recherche est lancé à l'encontre de Kevin parce que la police le considère comme le complice de Jana. Heather et Michael aident la police à retrouver Kevin, mais ne croient pas un instant Kevin coupable.
Pendant ce temps, Kevin et Jana sont revenus à la garderie abandonnée. Mais pour éviter qu'il ne s'échappe, elle décide de l'enfermer dans un placard, convaincue qu'il finira par retomber amoureux d'elle. Mais au bout d'un moment, Jana prend conscience que la police les recherche activement. Elle décide alors de les amener sur une fausse piste en faisant acheter à Kevin, avec sa carte bancaire, deux billets de train pour la Floride. Mais avant de passer au guichet, Kevin fait passer un message à Chloé en jouant au chi-fou-mi dos à une caméra de surveillance pour lui faire comprendre que Jana le tient en otage. Paul, qui mène son enquête de son côté avec les Chancellor parvient à les localiser à la gare dès lors que Kevin utilise sa carte. Il se rend sur place avec Chance mais le guichetier leur dit que Kevin et Jana sont déjà partis. En réalité, ils n'ont pas pris de train et sont revenus à la garderie.
Le lendemain, le 6 mai 2011 (épisode diffusé en France le 17 octobre 2014 sur TF1), Jana commence à ressentir de violents maux de tête à cause des trains qui passent près de la garderie. Elle devient encore plus irrationnel et pense qu'en portant de nouveau le style de vêtements et de maquillage qu'elle portait quand elle est arrivée à Genoa, Kevin recommencera à l'aimer. De plus, Kevin lance avec une balle, qu'il a trouvé dans le placard, contre la porte du placard pour éviter de penser qu'il est enfermé dans un placard, étant claustrophobe. Or, il fait du bruit donc Jana décide alors de le libérer. Mais elle voit très bien que Kevin n'est toujours pas amoureux d'elle. Alors elle décide de tuer celle qui pour elle a toutes les faveurs de Kevin : Chloé. Elle l'appelle et lui dit de venir les retrouver seule sinon elle tuera Kevin. Elle attache Kevin et le met face à la porte. Quand Chloé arrive, Kevin, est parvenu à desserrer ses liens, donne un coup de pied dans le pistolet que Jana braque sur lui. Jana et Chloé se ruent sur lui et finissent par se battre au sol. Jana hurle comme une folle, se raidit puis tombe raide morte. Kevin et Chloé sont apeurés. Ils appellent la police qui les suspecte immédiatement du meurtre de Jana. Kevin est arrêté pour le kidnapping de Lucy et Cordélia et Chloé est emmenée au poste car la police souhaite lui posé des questions. Finalement, l'autopsie du corps de Jana révèle qu'elle est morte d'un anévrisme, et donc innocente Chloé et Kevin. Quand Kevin veut récupérer son corps pour lui faire des funérailles improvisés, il apprend qu'un membre de sa famille l'a déjà pris, ce qui le choque puisqu'elle n'avait que ses parents et ceux-ci sont morts.

### De la vérité sur Lucy à la séparation avec Chloé
Quelque temps plus tard, Kevin réussit à convaincre Chloé de retirer sa demande de garde exclusive. Alors qu'elle en informe William, celui-ci commence à lui faire des reproches notamment sur sa relation avec Kevin. Pour Chloé, sa réaction est très mal venue, surtout de sa part, alors que lui s'est marié ivre avec Victoria en Jamaïque.. Elle change d'avis et préfère continuer sa demande.
Après que les services sociaux ont retiré Lucy à William et Victoria, la juge a accordé la garde temporaire à Danny et interdit à William de publier quoi que ce soit sur cette histoire. Phyllis est plus qu'heureuse : elle pense que de cette manière, Danny va finir à s'attacher à sa fille. Mais elle n'en revient pas quand il lui dit qu'il va s'installer dans l'appartement du garage de William et Victoria pour que Lucy soit plus proche de ses "parents". Après qu'il est parti, elle décide de publier un article sur Danny et Lucy sur le site de Style & Effervescence afin d'attirer Daisy à Genoa et empêcher William et Victoria d'adopter Lucy. Rafe prévient William qu'il n'aurait jamais dû faire ça, pensant qu'il est l'auteur de l'article. mais William lui affirme que non. Danny, Victoria, Rafe et lui comprennent que c'est Phyllis qui l'a écrit. Furieux, William se rend chez Phyllis et lui annonce qu'elle est virée en essayant de contenir sa colère. Après avoir lu l'article de Phyllis, Rafe pense qu'il est mieux que Danny rentre chez lui avec Lucy car la juge pourrait penser que William et Victoria la trompent et s'occupent de Lucy. Kevin parvient à supprimer l'article.
Mais quelques jours plus tard, Rafe les informe que la juge va retirer les droits parentaux de Daisy étant donné qu'elle ne s'est pas présenté à Genoa depuis que l'identité de Lucy a été rendue publique. De plus, il leur annonce qu'elle a décidé de restaurer les droits parentaux de Danny. À la fin de la sentence, Danny dit à la juge qu'il souhaite donner ses droits parentaux à William et Victoria, ce qu'elle refuse car elle n'a pas d'éléments suffisants qui pourraient aller dans ce sens-là. Cependant, Kevin arrive au tribunal pour témoigner en faveur d'eux. Danny en est ravi et finalement, la juge accorde la garde de Lucy à William et Victoria. Mais quelques minutes plus tard, Phyllis arrive avec Leslie et.. Daisy !! Tout le monde est choqué. Danny se dispute avec sa mère, William interdit Daisy d'approcher Lucy. Daisy, qui a passé un marché avec Phyllis, leur annonce qu'elle est venue se rendre aux autorités et donner ses droits parentaux à Phyllis pour espérer voir Lucy. Lauren et Michael, qui sont également présents, n'en reviennent pas et en veulent à Phyllis terriblement. William et Victoria s'en vont avec "leur" fille et comptent bien empêcher Phyllis et Daisy de leur prendre Lucy.
Le 17 juin 2011 (épisode diffusé en France le 21 novembre 2014 sur TF1), une dernière audience a lieu quant au devenir de Lucy. Leslie déstabilise William, Victoria et Danny en parlant de leur passé, ce qui permet à Daisy d'avoir la garde de Lucy. Mais étant donné qu'elle est en prison, Phyllis obtient la garde temporaire. Victoria est effondrée, William aussi mais ne le montre pas. Il souhaite faire appel à la décision de la juge mais Rafe lui dit qu'il ne peut plus rien faire car pèsent dans la balance que Daisy est la mère biologique de Lucy et lui a acheté Lucy. Après avoir perdu Lucy, Victoria et William s'éloignent. William fait ses valises et quitte la maison. Il se rend au Jimmy's où il se saoule afin de tout oublier.
Le 12 juillet 2011 a lieu l'audience pour la garde de Cordelia. Chloé fait passer William pour un père inconscient mais étonnement, Victoria arrive au procès et défend William. Son témoignage permet à William de ne pas perdre la garde de sa fille car la juge décide de donner sa décision le lendemain. Cependant, elle lui annonce qu'ils se sont pas de nouveau ensemble pour autant. William est donc déçu alors il décide d'aller se saouler au Gloworn. Là, une jeune femme le drague. Il lui fait comprendre qu'il n'est pas intéressé mais lorsqu'il s'en va, elle le suit et le drague de nouveau. Il accepte de payer le taxi pour elle sauf que des policiers arrivent au même moment et en pensant qu'il paie une prostituée, l'arrête pour sollicitation. Le lendemain, William ne se présente pas à l'heure pour l'audience. Chloé et Jill pensent qu'il s'est fourré dans un bar ou qu'il est complètement assommé par l'alcool chez lui. or, il est en prison. Rafe réussit tout de même à le faire sortir de prison à temps pour assister à l'audience. Arrivé au tribunal, la juge lui demande s'il est vrai qu'il s'est fait arrêté la veille en compagnie d'une prostituée. William est contrait de dire que c'est vrai mais il tente de lui expliquer ce qu'il est passé. Sauf que la juge n'en tient pas compte. Elle statue donc en faveur de Chloé : William perd la garde de Delia et n'obtient que des droits de visite surveillés. Il est anéanti.
Le 2 aout, il quitte Genoa pour une destination inconnue sans avertir personne. Alors que Victoria cherche, Hong Kong Airlines l'appelle pour lui dire que William a oublié son portable dans l'avion. Dévastée, elle comprend qu'il l'a quitté pour de bon. Elle annonce la nouvelle à sa famille mais aussi à Chloé, qui pète un plomb. Elle est furieuse qu'il soit parti sans avoir averti Cordélia et accuse Victoria d'être la cause de tous leurs problèmes. À l'inverse, Abby l'accuse d'avoir achevé William en lui retirant sa fille. Quelques jours plus tard, William envoie un message à tous ses proches, sauf Victoria pour leur dire qu'il va bien. Il envoie un magnifique bracelet à Cordélia. Chloé le prend tout de même mal car pour elle, il veut s'excuser d'être parti comme un voleur en envoyant des cadeaux à leur fille. Kevin en a alors marre qu'elle soit en boucle sur William et décide de rompre, ce qui l'affecte beaucoup car elle ne l'avait pas vu venir.

### La maladie de Cordelia
Après sa rupture avec Chloé, Kevin tente de retrouver l'amour mais il reste encore très attaché à celle-ci, bien que ce soit lui qui ait rompu. En septembre 2011, Cordélia tombe malade. Les médecins annoncent à Chloé que Delia a une leucémie et qu'elle a besoin d'une greffe de moelle osseuse. Elle est abattue. De nombreuses personnes passent le test mais personne n'est compatible. Entre temps, Ronan vient à l'hôpital pour la soutenir mai elle lui demande de s'en aller se sentant coupable d'avoir couché avec lui pendant que sa fille souffrait. Les Abbott ainsi que Victoria et Jill se mettent à la recherche de William pour l'informer de l'état de santé de sa fille et pour qu'il puisse faire le test. Jack demande de l'aide à Victor pour le retrouver et c'est finalement lui qui, en secret, le retrouve emprisonné en Birmanie. Il lui propose un marché : il fait en sorte de le libérer à condition qu'il ne s'approche plus de Victoria. William lui dit d'aller au diable mais est contraint d'accepter le deal quand Victor lui apprend l'état de santé de Delia. Ils arrivent secrètement à Genoa, dans le mobile-home de William. Victor appelle Kevin, qui les rejoint. Il est étonné de voir William et s'apprête à appeler Chloé pour l'avertir mais Victor l'en empêche. Il lui dit que personne ne doit savoir que William est là parce qu'il a de gros problèmes mais comme il doit être testé pour possiblement sauver sa fille, il lui demande de faire croire à tous que l'échantillon de sang de William qu'il va lui donner est le sien. Pour la survie de Cordelia, Kevin accepte. Le soir même, William réussit à aller à l'hôpital incognito pour voir Delia, que Chloé a laissé seule un moment. Elle dort mais William reste avec elle et lui parle. Au retour de sa mère accompagné de Kevin, elle se réveille et leur dit qu'elle a rêvé que son père était venu la voir. Chloé la rassure mais voit tout de même qu'elle souffre de son absence. William s'avère être compatible avec Cordélia, Kevin fait alors croire à tout le monde que le premier test qu'il a fait n'était pas concluant et que selon le second, il est bien compatible avec Delia : elle est donc sauvée. Tout le monde est heureux, d'autant plus Chloé qui le héroïse. Cordélia le remercie et lui dit qu'elle l'aime. Kevin est embarrassé mais essaie de ne pas trop le montrer.
À la mi-octobre, a lieu l'opération de Delia. Victor fait un généreux don à l'hôpital pour que les médecins transplantent la moelle osseuse de William à Cordelia sans que personne le sache. Après l'opération, Kevin couvre William pendant qu'il va voir sa fille. Quand il voit Chloe sur le point d'ouvrir la porte de la chambre de Delia, il l'attrape et l'embrasse fougueusement, en lui disant qu'il veut se remettre avec elle. Parallèlement, Victor s'arrange pour faire disparaître William de la vie de tous les gens de Genoa définitivement. En septembre 2011, Jeffrey quitte Genoa pour Las Vegas. Peu après son départ, Kevin annonce à sa mère que tous les comptes du Gloworn ont été vidés et que par conséquent, elle est ruinée. Gloria n'en revient pas et comprend que Jeffrey a vidé leurs comptes avant de partir. Quelques minutes plus tard, elle reçoit des fleurs et une carte de Jeffrey lui annonçant que tout est fini entre eux. Désespérée de ne plus avoir d'argent et craignant de devoir fermer son cher bar, Gloria décide de brosser dans le sens du poil Angelo, au grand dam de ses fils, pour maintenir le Gloworn à flot.

### De l'arrivée d'Angelina à son mariage raté avec Chloé
Après le rétablissement de Delia, Chloé, plus que reconnaissante qu'il ait sauvé sa fille, demande Kevin en mariage et il accepte. Ils planifient leur mariage pour le jour de Noel. Le soir d'Halloween, ils annoncent leurs fiançailles à Delia puis à tous les invités de la fête d'Halloween organisée par Victoria. Cette fête marque aussi le retour d'Angelo, accompagné de sa fille pourrie-gâtée Angelina. Celle-ci, qui aspire à une carrière de chanteuse, veut participer à un concours de chanson qui a bientôt lieu mais chante très faux. Cependant, son père et elle sont convaincus qu'elle deviendra une grande chanteuse. C'est pourquoi Gloria demande à Devon d'être son manager. Pendant cette fête, Kevin est étonné de voir William, déguisé en père noël. À la fin de la fête, William suit Victoria et Nick, qui la raccompagne chez elle. Le lendemain, à l'hôpital, Victoria & Delia déclarent à Kevin & Chloé qu'ils ont eu la visite d'un père noël la veille. Kevin dit qu'il l'a vu aussi, pour atténuer tout soupçon. Quand il va retrouver William à son hôtel, celui-ci lui demande de pirater l'ordinateur de Victor pour retrouver la photo de Chelsea, la fameuse fille qu'il a rencontré en Birmanie et qui l'a piégé, et pour qu'il puisse l'envoyer à Cane, parti à sa recherche sur place. Mais Victor ne tarde pas à découvrir que William est toujours là et donc décide de le faire partir personnellement. Après que les médecins aient annoncé à Chloé que Delia est en rémission, Kevin, rongé par la culpabilité, décide de lui dire la vérité. Chloé n'en revient pas et lui demande de s'en aller. Mais après que Katherine lui ait fait comprendre que Kevin a, certes, mal agi et mais toujours eu de bonnes intentions, elle le rejoint au Gloworn le lendemain et l'embrasse follement en lui disant qu'elle lui pardonne. Ils décident alors de se chercher une maison. Peu après, William revient en ville et s'excuse auprès de tous ses proches. Il finit par leur avouer ce qu'a fait Victor pour le tenir éloigné de Victoria.
Très vite après son arrivée, Angelina s'intéresse à Kevin et n'hésite pas à lui faire du rentre-dedans, même devant Chloé, ce qui a le don de l'agacer. Quand il la surprend à envoyer des messages à son ex, Carmine, Angelo demande à Kevin de la surveiller et de la protéger contre lui en échange de l'acte de propriété de la maison de leurs rêves avec Chloé. Kevin accepte mais demande plus tard à Angelo à ce qu'Angelina ne vienne pas à sa lune de miel. Celui-ci accepte mais en retour, insiste pour qu'elle puisse chanter à son mariage. Parallèlement, Kevin découvre que sa mère travaille à la foire aux sapins pour pouvoir garder son appartement et décide de l'aider financièrement. Angelina chante toujours aussi faux mais un jour, alors qu'elle enregistre devant Danny, Chloé et Kevin, tout le monde constate, avec grand étonnement, qu'elle chante absolument bien quand elle voit Kevin. Après avoir entendu que le mariage avait lieu le lendemain, on la voit appeler discrètement Carmine en lui disant qu'elle a besoin de son aide. Le lendemain, le 23 décembre (épisode diffusé en France le 17 avril 2015 sur TF1), Kevin et Michael sont à l'église. Angelo arrive et demande à Kevin de le suivre au studio de Devon pour prendre une bonne prise avec Angelina. Kevin refuse étant donné qu'il se marie aujourd'hui. Mais Angelo l'y oblige. Après avoir enregistré cette nouvelle prise, Angelina fait mine d'avoir un malaise. Kevin l'accompagne à sa voiture et c'est là qu'elle lui annonce qu'elle est enceinte de Carmine et que celui-ci pense qu'il est le père biologique du bébé. Kevin n'en revient pas et craint d'avoir des problèmes avec Angelo. Mais, soudain une voiture passe à vive allure et leur tire dessus. Ils montent dans la voiture et s'enfuient. Kevin veut malgré tout se rendre à son mariage mais Angelina lui dit qu'il ne peut pas car Carmine va les suivre et pourrait mettre sa famille et Chloé en danger. Elle lui dit qu'il ne peut pas prévenir la police par rapport aux activités de son père donc le mieux est qu'ils quittent temporairement la ville. Kevin refuse mais quand il comprend qu'il n'y a aucune solution, il accepte de le faire pour protéger Chloé. A l'église, tout le monde attend Kevin. La mariée est arrivée et commence à s'inquiéter. Soudain, elle reçoit un appel de Kevin qui lui dit qu'il annule le mariage car il a besoin de temps pour réfléchir. Chloé ne comprend pas puisque tout allait bien entre eux. Kevin lui dit qu'elle n'y est pour rien, qu'il lui faut juste du temps pour ne pas se tromper mais qu'il ne la quitte pas pour autant. Chloé, le cœur brisé, lui dit qu'elle comprend et qu'ils auront une discussion à son retour.

### La cavale avec Angelina
Kevin & Angelina se réfugient dans un motel près des chutes du Niagara. Kevin n'est pas tendre avec Angelina parce que non seulement à cause d'elle il n'a pas pu épouser la femme qu'il aimait mais aussi parce qu'il a du mal à la supporter. Finalement, les tensions entre eux s'apaisent à partir du moment où Angelina commence à se livrer à lui, en espérant secrètement le séduire d'une autre manière. Angelo finit par la joindre pour savoir où elle est. Elle ment en lui disant qu'elle est partie quelque temps en vacances avec des amies. Angelo l'informe alors que Carmine est en prison au New Jersey donc il ne pourra pas l'importuner. Angie réalise alors que Kevin peut découvrir son mensonge. Elle demande à son ami Vinnie de l'aider à mentir à Kevin. Ainsi, elle dit à Kevin que Vinnie tente de faire comprendre à Carmine qu'il n'y a rien entre eux et qu'une fois qu'il aura réussi, ils pourront rentrer chez eux. Les jours passent, Kevin s'impatiente. Il ne comprend pas l'attitude d'Angelina qui, après avoir découvert que Devon a posté sa chanson sur Internet et qu'elle a aujourd'hui de nombreux fans, se connecte sur son profil FacePlace pour répondre à ses fans et même poster une photo d'elle. Il craint qu'Angelo ne les retrouve grâce à ça et il a raison puisqu'Angelo demande à son homme de main Dino de retrouver l'endroit d'où a été posté la photo. Au même moment, Michael découvre que Kevin a utilisé sa carte de crédit près des chutes du Niagara pour acheter de la lingerie, ce qui le laisse perplexe. Dino localise Angie et se rend au motel. Il appelle Angelo pour lui dire qu'Angelina et Kevin sont bien ensemble alors Angelo lui ordonne de tuer Kevin. À ce moment-là, Angie et Kevin reviennent au motel, voient Dino et ont tout juste le temps de s'enfuir discrètement pour Long Island, là où Angelo a une cabane. Malheureusement, il y fait très froid, ce qui aigrit Kevin. Se sentant coupable de lui infliger tout ça, Angelina décide de lui dire la vérité quand quelqu'un entre dans la maison. Ils se cachent et pendant que l'inconnu essaie de faire du feu, Kevin l'assomme et découvre avec stupéfaction qu'il s'agit de Jeffrey. À son réveil, Jeffrey clame qu'il n'a pas volé ni abandonné Gloria et que c'est Angelo qui l'a fait prisonnier sur l'île. Il veut à tout prix aller retrouver Gloria mais Kevin & Angie lui expliquent pourquoi ils ne peuvent pas. Alors derrière leur dos, il vole leur bateau et les abandonne sur l'île sans nourriture.
Parallèlement, à Genoa, Chloé est abattue. Danny se montre alors très présent pour elle. Un soir, alors qu'elle est ivre, elle l'embrasse et Eden, jalouse, les prend en photo et l'envoie à Kevin. Il n'en revient pas et se sent trahi. En voyant la peine que ressent Kevin, Angie décide de lui dire la vérité et ajoute qu'elle a fait ça parce qu'elle l'aime et pensait qu'avec le temps, il finirait par l'aimer aussi. Furieux, il laisse Angie seule dans la cabane pendant plusieurs heures. À son retour, il ne décolère pas mais se dit que le principal est qu'il rentre chez lui. Alors, il propose à Angie de l'aider à construire un radeau. Quant à Jeffrey, il chute du bateau et se cogne la tête, ce qui le rend amnésique. Il continue alors sa route vers Genoa sans savoir vraiment pourquoi sous le nom d'Eliott. Arrivé à Genoa, il rencontre Jill qui l'emmène voir Gloria désormais en couple avec Angelo. Elle se rend rapidement compte qu'il est vraiment amnésique alors elle décide de l'embaucher en tant que serveur jusqu'à sa mémoire lui revienne et qu'il lui dise où est son argent. mais secrètement, elle souhaite tout simplement le garder auprès d'elle car elle l'aime encore. Kevin et Angelina quittent l'île et ère pendant trois jours en mer jusqu'au moment où il trouve une autre île. Cependant, ils voient la cabane d'Angelo et se rendent compte qu'ils sont revenus sur la même île. De plus, ils constatent que quelqu'un était dans la maison durant leur absence et soudain Dino, qui a retracé le portable de Kevin tombé à l'eau près de l'île, entre en pointant son arme sur lui. Il appelle Angelo qui lui dit de tuer Kevin mais Angelina s'y oppose en disant qu'ils vont se marier le jour-même, à savoir le 10 février. Dino les emmène donc en ville où un juge de paix les marie avant de les ramener à Genoa. Sur le chemin du retour, Angelina poste un message dans lequel elle dit que Kevin et elle sont mariés. Ainsi, Angelo et la famille de Kevin organisent une réception en leur honneur au Gloworn pour les accueillir.

### Le retour à Genoa: reconquérir Chloé
Quand ils entrent au Gloworn, de nombreuses personnes dont surtout Angelo les félicitent. Kevin joue la comédie mais le fait qu'il soit malheureux se lit sur son visage et sa famille le voit. Michael tente d'obtenir des réponses mais ils ne parviennent pas à discuter en privé. Quelques minutes plus tard, Chloé et Danny arrivent et folle de rage, elle gifle Kevin avant de repartir sans un mot. Le lendemain, Kevin se rend au manoir Chancellor pour tout lui expliquer. Mais pendant qu'ils discutent calmement, Angelo l'appelle et le menace de s'en prendre à Chloe s'il ne reste pas avec Angie. Alors il tourne court à la conversation et prétexte que c'est après avoir reçu la photo de son baiser avec Danny qu'il a commencé à éprouver des sentiments pour Angie et qu'il l'aime désormais. Le ton monte et il s'en va. Peu après, Angelo achète une maison, voisine à la sienne, aux jeunes mariés. Kevin se résigne à vivre cette vie qui ne lui plait pas et découvre une autre facette d'Angelina, beaucoup plus sensible et compréhensif. Alors lorsqu'un jour elle lui dit qu'elle aimerait vivre une belle histoire d'amour avec lui comme dans les livres romantiques, il lui fait comprendre qu'il ne partage pas les mêmes sentiments à son égard mais qu'il fera tout pour que leur mariage se passe bien.
Les rapports entre Kevin, Chloé et Danny deviennent conflictuels. Chloé utilise Danny pour rendre Kevin jaloux et les deux hommes manquent de se battre. Mais voyant à quel point il est en fait malheureux sans Chloé, Angie décide de l'aider à mettre fin à leur mariage. Elle parle plusieurs fois à son père en prétextant qu'elle n'est pas faite pour le mariage tout compte fait. Mais refusant de l'écouter, le 26 mars, elle finit par lui dire qu'elle a piégé Kevin et qu'il est temps qu'ils divorcent. Au même moment, Kevin raconte toute l'histoire à Michael et lui demande d'obtenir l'annulation de son mariage étant donné qu'il n'a jamais été consommé. Michael part à la recherche du juge de paix qui a officié leur mariage et la convainc de signer l'annulation, ce qui l'officialise. Sachant qu'il est sur le point d'être découvert, Angelo demande Gloria en mariage devant Jeffrey et elle accepte. C'est alors que la mémoire lui revient soudainement et qu'il le menace de révéler à Gloria que c'est lui qui l'a volé, qui l'a forcé à écrire la lettre de rupture peu après son départ pour Las Vegas, qui l'a enlevé et envoyé sur l'île perdue. Pour l'empêcher de parler, Angelo le tabasse, le bâillonne et le jette dans la benne à ordure derrière le bar. Jill le retrouve et le libère. Pendent ce temps, Angie, avec la complicité de Danny, piège Kevin & Chloé afin qu'ils aient une discussion. Kevin lui dit qu'il a épousé Angelina uniquement pour la protéger et elle lui avoue qu'elle l'aime toujours. Soudain, Jeffrey revient, tout sale, au Gloworn et interrompt le mariage en disant toute la vérité à Gloria. Angelina confirme ses dires. Alors, Gloria & Jeffrey se retrouvent et en même temps, Kevin et Jeffrey demandent leurs bien-aimées en mariage. Elles acceptent et Katherine officie cet impromptu double mariage le 27 mars devant Angelo et Angelina, le cœur brisé. Angelo cède officiellement et dans sa totalité le Gloworn à Gloria pour ne pas être poursuivi pour enlèvement et vol. Angelina leur fait écouté son nouveau single, Good Goodbye, qui reflète ses sentiments au moment où elle a dû se séparer de Kevin avant de s'en aller avec son père poursuivre sa carrière à Los Angeles. 

### La vie maritale
Peu après son départ, Carmine, son ex, se présente au Gloworn et annonce à Kevin qu'il va lui voler Chloé comme il lui a volé Angie. Kevin et Chloé partent en lune de miel à Reno, avec les paroles de Carmine à l'esprit. Ils rencontrent Gloria & Jeffrey à l'aéroport et découvrent qu'ils vont passés leur lune de miel au même endroit. Pendant ce temps à Genoa, Eden explique à Carmine que c'est Angelina qui a piégé Kevin pour qu'il se marie avec elle. Carmine décide malgré tout de rester à Genoa car il prend conscience qu'Angie ne veut plus de lui. Lorsque les 4 jeunes mariés reviennent de Reno, Kevin décide d'avoir une discussion franche avec Carmine et celui-ci, constatant qu'il n'a plus rien à faire ici, décide de s'en aller. Mais quelques heures plus tard, Chloé le confronte et lui dit ses quatre vérités. Alors, il change d'avis et décide de rester en ville juste parce qu'elle veut le voir partir.
Peu après, Kevin propose à Chloé de vivre avec lui dans la maison qu'il a partagé avec Angelina. Elle refuse. Il lui réussit à la convaincre d'aller la voir seulement. Delia et elle ont un coup de cœur pour la maison et acceptent d'y vivre. Fin avril, William et Victoria organisent le baptême de leur fils Johnny et demande à Kevin et Chloé d'être ses parrain et marraine.

### Le retour de Kevin
- En mai 2019, Kevin et Chloe, qui vivent paisiblement a Portland avec leur fille Bella hors de Genoa City, apprennent qu'Adam, déclaré mort trois ans auparavant, est toujours en vie et qu'il est revenu a Genoa. Chloe se rend a Genoa et tire sur Adam sans que personne soit au courant. Plus tard, Chloe disparaît. Kevin soupçonne Adam et kidnappe Phyllis en retour, croyant qu'ils sont en couple. Il donne rendez-vous a Adam dans le but de procéder a un échange entre les deux femmes mais Adam affirme qu'il n'a pas Chloe et qu'il se trompe concernant la nature de la relation qu'il entretient avec Phyllis. Kevin continue de mettre la pression a Adam et lui menace de récidiver avec quelqu'un d'autre s'il ne coopère pas. Adam décide de lui avouer qu'il détient réellement Chloe et lui promet de la libérer à la condition qu’il libère Phyllis et qu’il reste en ville quelque temps. Kevin accepte le marché mais Michael, de passage chez Etalon Noir, surprend Kevin et Adam ensemble. En privé, il demande a Kevin ce qu'il trame avec lui mais Kevin fuit la conversation faisant croire a Michael qu'il doit repartir immédiatement dans l'Oregon. En réalité, il se rend a l'endroit ou il a retenu Phyllis pour la libérée mais cette dernière a disparu. Michael le suit et demande a Kevin ce qu'il fait ici. Réticent au début a lui avouer, il finit par lui confier que Chloe est toujours en vie, qu'il a kidnappé Phyllis pour se venger d'Adam et que celui-ci lui fait du chantage. Il demande a Michael de garder le secret, celui-ci accepte a contrecœur.

- Adam donne ensuite des instructions a Kevin : il doit surveiller les faits et gestes de Victoria et Nick. Après avoir eu une discussion avec Victoria, Kevin dit a Adam qu’elle a l’intention de faire profil bas. Adam lui demande de trouver quelque chose sur Nick qui prouverait qu’il n’est pas légitime a élever son fils. Kevin trouve effectivement une info qui pourrait faire tomber Nicholas mais il exige de revoir Chloe en échange. Adam finit par accepter et emmène Kevin voir Chloe. Il leur accorde quelques minutes. Juste après, Adam libère Chloe et lui recommande de quitter la ville. Avant de pouvoir partir, Chloe souhaite régler ses comptes avec Adam. Après avoir réglé ses comptes avec Adam, Chloe demande a Kevin de lui ramener Esther, qui apprend que sa fille décédée est toujours en vie. Chloe lui demande si elle veut bien venir a Portland avec elle et Kevin, Esther accepte. Kevin doit lui rester a Genoa sous les ordres d'Adam.

- Kevin trouve dans les serveurs d'Etalon Noir une vidéo de Nick se faisant passer pour J.T. datant de l'année précédente dans le but de terroriser Victor et la montre a Adam, qui est satisfait de son travail. Lorsque l'audience pour la garde de Christian approche, Adam réussit a se procurer des photos compromettantes du juge chargé de l'affaire et charge Kevin de lui fournir les photos afin de le faire chanter. Kevin accepte. Mais ce qu'Adam ne sait pas en réalité c'est que Kevin garde les photos et compte s'en servir contre lui. Un soir ou Adam est absent, Kevin s'introduit par effraction dans son penthouse mais Michael qui est au courant que Kevin "travaille" pour Adam le suit et apprend que Kevin a l'intention de doubler Adam en dévoilant sa supercherie. Michael supprime toutes traces des photos compromettantes du juge et ordonne a Kevin de retrouver Chloe et Bella. Michael se propose ensuite de répondre aux ordres d'Adam, mettant Kevin hors équation. Kevin est en réalité toujours en ville et le jour de l'audience, il balance a contrecœur a la presse a scandale la vidéo de Nick se faisant passer pour J.T. Dans la journée, Kevin et Michael apprennent que aucun des frères Newman ont la garde de Christian et que Victoria va devenir temporairement sa tutrice. L'affaire étant terminée, Michael conseille a Kevin de vraiment retrouver sa famille et prend sa place contre Adam. Kevin accepte cette fois-ci de quitter la ville.

- Le 23 août, Michael est élu procureur. Il fait arrêter Chloe via Rey. Kevin s'en aperçoit et frappe son frère. Michael explique a Kevin et Chloe qu'il ne fait pas ça contre eux et leur assure qu'il a l'intention d'abandonner les charges contre Chloe. Il leur conseille de faire profil bas en attendant que Michael se charge du dossier de Chloe. Kevin, Chloe et Bella décident de rester quelque temps a Genoa City. Ils emménagent au manoir Chancellor avec Esther. Un jour, William se rend au manoir, pris par ses cauchemars. Il trouve Bella au salon et la prend pour Cordélia. La petite prend peur et crie a l'aide. Chloe et Kevin interviennent. Chloe discute ensuite avec William et apprend que celui-ci est en proie a des hallucinations, Kevin confirme. Dans la soirée, Adam se rend au manoir fou de rage et demande a Kevin des réponses concernant un message qu'il a reçu (voir Adam Newman). Kevin lui dit ne pas être responsable et dédouane également Chloé. Cette dernière se rend compte que le destinataire du message pourrait être William. Kevin croise Victoria au Néon Ecarlate et lui pose des questions a propos de William, ce qui l'interroge. Lorsqu'Adam se rend sur la route ou Cordélia a été tuée, une voiture lui fonce dessus mais Chloe intervient miraculeusement et sauve Adam d'un accident en le poussant. William qui était dans la voiture, fait une embardée pour éviter de renverser Chloe. Cette dernière et Kevin l'emmènent dans le hangar à bateaux des Chancellor. William finit par se réveiller mais s'agite beaucoup. Kevin lui met une dose de tranquillisant dans le corps. Pendant ce temps, ils envisagent de se montrer au grand public ce qui stresse Chloe mais Kevin la rassure. A Genoa, ils recroisent Victoria ou encore Chelsea qui en veut profondément à Chloe, finalement Chelsea accepte de pardonner Chloe.

## Sources
- http://www.soap-passion.com/yr/
- http://www.lesfeuxdelamour.org/
- http://www.cbs.com/daytime/the_young_and_the_restless//
- http://www.theyoungandtherestless.com/